# Deltastoma unipunctatum
Deltastoma unipunctatum är en tvåvingeart som beskrevs av Malloch 1924. Deltastoma unipunctatum ingår i släktet Deltastoma och familjen fritflugor. Inga underarter finns listade i Catalogue of Life.